# Persone di cognome Douglas
| Questa pagina contiene informazioni ricavate automaticamente dalle voci biografiche con l'ausilio del template Bio e di un bot. L'aggiornamento è periodico e automatico e ricostruisce completamente la pagina. Se manca una persona in questa lista, sei pregato di non aggiungerla, ma accertati piuttosto che la sua voce biografica contenga il template Bio e che i dati anagrafici siano correttamente compilati. Se il template Bio manca, inseriscilo tu stesso o, in alternativa, metti l'avviso {{tmp\|Bio}} che ne segnala la mancanza. Se i dati riportati sono sbagliati, correggi direttamente la voce biografica; le modifiche saranno visibili in questa lista entro pochi giorni. Per chiarimenti vedi il progetto antroponimi. La lista contiene solo le 117 persone che sono citate nell'enciclopedia e per le quali è stato implementato correttamente il template Bio. Pagina aggiornata al 7 ago 2025. |

Questa è una lista di persone presenti nell'enciclopedia che hanno il cognome Douglas, suddivise per attività principale.

## Ammiragli(1)
- James Douglas, I baronetto, ammiraglio, politico e nobile britannico (Lilliesleaf, n. 1703 - Inghilterra, † 1787)

## Antropologhe(1)
- Mary Douglas, antropologa britannica (Sanremo, n. 1921 - Londra, † 2007)

## Artisti(1)
- Stan Douglas, artista canadese (Vancouver, n. 1960)

## Astronauti(1)
- Andre Douglas, astronauta statunitense (Miami, n. 1985)

## Attori(15)
- Aaron Douglas, attore canadese (New Westminster, n. 1971)
- Brandon Douglas, attore statunitense (Oklahoma City, n. 1968)
- Cameron Douglas, attore statunitense (Santa Barbara, n. 1978)
- Donald Douglas, attore britannico (Falkirk, n. 1933)
- Eric Douglas, attore statunitense (Los Angeles, n. 1958 - New York, † 2004)
- Jackson Douglas, attore statunitense (Kent, n. 1969)
- Jason Douglas, attore e doppiatore statunitense (Arkansas, n. 1973)
- Kirk Douglas, attore e produttore cinematografico statunitense (Amsterdam, n. 1916 - Beverly Hills, † 2020)
- Larry Douglas, attore statunitense (Filadelfia, n. 1914 - Burbank, † 1996)
- Melvyn Douglas, attore statunitense (Macon, n. 1901 - New York, † 1981)
- Michael Douglas, attore e produttore cinematografico statunitense (New Brunswick, n. 1944)
- Omari Douglas, attore britannico (Wolverhampton, n. 1994)
- Robert Douglas, attore e regista britannico (Fenny Stratford, n. 1909 - Encinitas, † 1999)
- Sam Douglas, attore inglese (Banbury, n. 1957)
- Michael Keaton, attore statunitense (Kennedy, n. 1951)

## Attrici(8)
- Diana Douglas, attrice britannica (Devonshire, n. 1923 - Woodland Hills, † 2015)
- Donna Douglas, attrice e cantante statunitense (Pride, n. 1932 - Zachary, † 2015)
- Hazel Douglas, attrice britannica (Londra, n. 1923 - † 2016)
- Helen Gahagan Douglas, attrice e politica statunitense (Boonton, n. 1900 - New York, † 1980)
- Illeana Douglas, attrice statunitense (Quincy, n. 1965)
- Katie Douglas, attrice canadese (Burlington, n. 1998)
- Katya Douglas, attrice polacca (Gdynia, n. 1938)
- Sarah Douglas, attrice britannica (Stratford-upon-Avon, n. 1952)

## Bassisti(1)
- Nick Douglas, bassista statunitense (Camden, n. 1967)

## Botanici(1)
- David Douglas, botanico scozzese (Scone, n. 1799 - Hawaii, † 1834)

## Calciatori(12)
- Alex Douglas, calciatore svedese (Stoccolma, n. 2001)
- Tony Douglas, ex calciatore trinidadiano (Point Fortin, n. 1952)
- Barry Douglas, calciatore scozzese (Glasgow, n. 1989)
- Bolji Douglas, ex calciatore nigeriano (Benin City, n. 1968)
- Bryan Douglas, ex calciatore inglese (Blackburn, n. 1934)
- Darl Douglas, ex calciatore olandese (Paramaribo, n. 1979)
- Jimmy Douglas, calciatore statunitense (East Newark, n. 1898 - Point Pleasant, † 1972)
- Jimmy Douglas, ex calciatore scozzese (Falkirk, n. 1948)
- Jonathan Douglas, ex calciatore irlandese (Monaghan, n. 1981)
- Rab Douglas, ex calciatore scozzese (Lanark, n. 1972)
- Sean Douglas, ex calciatore neozelandese (Auckland, n. 1972)
- Steven Douglas, ex calciatore scozzese (n. 1977)

## Canottieri(1)
- Rowley Douglas, ex canottiere britannico (Washington, n. 1977)

## Cantanti(2)
- Carl Douglas, cantante giamaicano (Kingston, n. 1942)
- Memphis Minnie, cantante e musicista statunitense (New Orleans, n. 1897 - Memphis, † 1973)

## Cantautrici(1)
- Ashanti, cantautrice, attrice e produttrice discografica statunitense (New York, n. 1980)

## Cestiste(2)
- Katie Douglas, ex cestista statunitense (Indianapolis, n. 1979)
- Sharon Douglas, ex cestista canadese (Brandon, n. 1960)

## Cestisti(8)
- Bob Douglas, cestista, allenatore di pallacanestro e dirigente sportivo statunitense (Saint Kitts, n. 1882 - New York, † 1979)
- Bruce Douglas, ex cestista statunitense (Quincy, n. 1964)
- Javonte Douglas, cestista statunitense (Charlotte, n. 1992)
- John Douglas, ex cestista e allenatore di pallacanestro statunitense (Town Creek, n. 1956)
- Leon Douglas, ex cestista e allenatore di pallacanestro statunitense (Leighton, n. 1954)
- Rubén Douglas, cestista statunitense (Altadena, n. 1979 - Costa Rica, † 2024)
- Sherman Douglas, ex cestista statunitense (Washington, n. 1966)
- Toney Douglas, cestista statunitense (Jonesboro, n. 1986)

## Condottieri(1)
- James Douglas, condottiero scozzese (n. 1286 - † 1330)

## Economisti(1)
- Paul Douglas, economista e politico statunitense (n. 1892 - † 1976)

## Generali(1)
- Sholto Douglas, generale britannico (Headington, n. 1893 - Royal Tunbridge Wells, † 1969)

## Ginnaste(1)
- Gabrielle Douglas, ex ginnasta statunitense (Virginia Beach, n. 1995)

## Giocatori di football americano(4)
- Demario Douglas, giocatore di football americano statunitense (Jacksonville, n. 2000)
- Hugh Douglas, ex giocatore di football americano statunitense (Mansfield, n. 1971)
- Jamil Douglas, giocatore di football americano statunitense (Cypress, n. 1992)
- Rasul Douglas, giocatore di football americano statunitense (East Orange, n. 1995)

## Hockeisti su ghiaccio(1)
- Kent Douglas, hockeista su ghiaccio e allenatore di hockey su ghiaccio canadese (Cobalt, n. 1936 - Wasaga Beach, † 2009)

## Imprenditori(1)
- Donald Wills Douglas, imprenditore e aviatore statunitense (Brooklyn, n. 1892 - Palm Springs, † 1981)

## Ingegneri(1)
- Clifford Hugh Douglas, ingegnere britannico (Edgeley, n. 1879 - Fearnan, † 1952)

## Matematici(1)
- Jesse Douglas, matematico statunitense (New York, n. 1897 - New York, † 1965)

## Militari(1)
- Jerry Douglas, militare e allenatore di football americano statunitense (Missouri, n. 1947)

## Musicisti(1)
- Jerry Douglas, musicista e produttore discografico statunitense (Warren, n. 1956)

## Nobildonne(2)
- Agnes Douglas, nobildonna scozzese (Castello di Loch Leven, n. 1574 - † 1607)
- Margaret Douglas, nobildonna scozzese (Castello di Harbottle, n. 1515 - Londra, † 1578)

## Nobili(23)
- Archibald Douglas, nobile scozzese (Lanark - Castello di Tantallon, † 1557)
- Archibald Douglas, III conte di Douglas, nobile scozzese (Scozia - Scozia, † 1400)
- Archibald Douglas, IV conte di Douglas, nobile e militare scozzese (Scozia, n. 1372 - Verneuil-sur-Avre, † 1424)
- Archibald Douglas, nobile e militare scozzese (Berwick-upon-Tweed, † 1333)
- Carl Ludvig Douglas, nobile e diplomatico svedese (Stjärnorp, n. 1908 - Rio de Janeiro, † 1961)
- Charles Douglas, VI marchese di Queensberry, nobile scozzese (n. 1777 - † 1837)
- George Douglas, IV conte di Angus, nobile scozzese (n. 1429 - † 1462)
- George Douglas, XVI conte di Morton, nobile scozzese (n. 1761 - † 1827)
- James Douglas, II conte di Douglas, nobile scozzese (Scozia - Northumberland, † 1388)
- James Douglas, VII conte di Douglas, nobile scozzese (Scozia, n. 1371 - Scozia, † 1443)
- John Sholto Douglas, IX marchese di Queensberry, nobiluomo scozzese (Firenze, n. 1844 - Londra, † 1900)
- Ludvig Douglas, nobile e politico svedese (Zurigo, n. 1849 - Lysekil, † 1916)
- Sholto Douglas, nobile scozzese
- Thomas Douglas, V conte di Selkirk, nobile scozzese (Saint Mary's Isle, n. 1771 - Pau, † 1820)
- Archibald Douglas, nobile, militare e politico svedese (Stjärnorp, n. 1883 - Grensholm, † 1960)
- William Douglas, Lord di Liddesdale, nobile scozzese
- William Douglas the Hardy, nobile scozzese (Scozia - Torre di Londra)
- William Douglas, I conte di Douglas, nobile scozzese (Scozia - † 1384)
- William Douglas, duca di Hamilton, nobile scozzese (n. 1634 - Holyrood Palace, † 1694)
- William Douglas, IV baronetto, nobile e politico scozzese (n. 1730 - † 1783)
- William Douglas, I marchese di Douglas, nobile scozzese (n. 1589 - Douglas Castle, † 1660)
- William Douglas, VI conte di Morton, nobile scozzese († 1606)
- William Douglas, signore di Nithsdale, nobile e cavaliere medievale scozzese (Scozia)

## Pianisti(1)
- Barry Douglas, pianista britannico (Belfast, n. 1960)

## Poeti(1)
- Alfred Douglas, poeta, scrittore e traduttore britannico (Worcestershire, n. 1870 - Lancing, † 1945)

## Politici(4)
- Stephen A. Douglas, politico statunitense (Brandon, n. 1813 - Chicago, † 1861)
- Denzil Douglas, politico nevisiano (Saint Paul Capesterre, n. 1953)
- John Douglas, politico britannico (n. 1828 - † 1904)
- Tommy Douglas, politico canadese (Falkirk, n. 1904 - Ottawa, † 1986)

## Poliziotti(1)
- John E. Douglas, poliziotto e ex militare statunitense (New York, n. 1945)

## Produttori cinematografici(2)
- Joel Douglas, produttore cinematografico statunitense (Los Angeles, n. 1947)
- Peter Douglas, produttore cinematografico, regista e direttore della fotografia statunitense (Los Angeles, n. 1955)

## Produttori discografici(1)
- Jack Douglas, produttore discografico statunitense (New York, n. 1949)

## Pugili(3)
- James Douglas, ex pugile statunitense (Columbus, n. 1960)
- John Douglas, ex pugile guyanese (Georgetown, n. 1971)
- Johnny Douglas, pugile e crickettista britannico (Stoke Newington, n. 1882 - † 1930)

## Registi teatrali(1)
- Joe Douglas, regista teatrale britannico (n. 1983)

## Religiosi(1)
- Robert Douglas, religioso scozzese (n. 1594 - † 1674)

## Rugbisti a 15(1)
- Kane Douglas, rugbista a 15 australiano (Clarence Valley, n. 1989)

## Scrittori(1)
- Norman Douglas, scrittore britannico (Thüringen, n. 1868 - Capri, † 1952)

## Trombettisti(1)
- Dave Douglas, trombettista, compositore e produttore discografico statunitense (n. 1963)

## Velocisti(2)
- Caimin Douglas, ex velocista olandese (Rosmalen, n. 1977)
- Troy Douglas, ex velocista bermudiano (Paget, n. 1962)

## Vescovi cattolici(1)
- Gavin Douglas, vescovo cattolico, traduttore e scrittore scozzese (n. 1474 - † 1522)

## Senza attività specificata(2)
- Catherine Douglas, scozzese
- James Douglas, IV conte di Morton, conte scozzese († 1581)